# Всемогутній: Чорна магія
Всемогутній: Чорна магія (англ. Extralarge: Black Magic) — детектив.

## Сюжет
Елізабет знаходиться в машині зі своїм хлопцем, коли раптом вона відчуває біль у шлунку настільки сильний, що вона хапає ніж і заколює себе до смерті. Її хлопець звинувачується в її вбивстві і Дюма присутній на суді вражений розповіддю хлопця. У той же час «Всемогутній» отримує завдання знайти Кеті, загублену падчерку Лорен. Її батько помирає від нечуваної хвороби, і він хоче її бачити. Обидві дівчини були подругами і тінь чорної магії висить на них і їх сім'ях.

## У ролях
- Бад Спенсер — Джек «Всемогутній» Костелло
- Філіп Майкл Томас — Дюма
- Лу Бедфорд — Сем
- Вівіан Руіс — місіс Martinez
- Хельмут Грім — Колман
- Джекі Девіс — Гаррі
- Дайонн Ворвік — Мама Лімбо
- Емі Русс — Саллі
- Сандра Ітцін — Кеті
- Вікторія Басс — Лорен
- Френк Загаріно — Зорак
- Джорджі Кренфорд — Літтл Тайсон
- Лара Стайнік — Елізабет
- Хіллі Гордон — містер Трейсі
- Джуліан Рід — Сід
- Бен Лосон — доктор
- Крісті Фейл — інтерв'юер
- Кларенс Томас — Serevent
- Мерседес Енрікез — мати Сіда
- Пітер Хейг — батько Сіда
- Лі Дювал — містер Гаррісон
- Мерлін Дауні — місіс Гарісон
- Дебора Енн Гей — прокурор
- Баррі Мізерскі — адвокат Сіда
- Хел Бергман — суддя
- Грета Треммел — молода дівчина
- Кім Остренко — загіпнотизована жінка
- Віллі Лі — Особистий охоронець Лімбо
- Джордж Барнс мол. — член журі
- Роберт Пейслі — присяжний засідатель
- Девід С. Романо — Глава Ковент (в титрах не вказаний)